# Near (Death Note)
Nate River (ネイト・リバー, Neito Ribā), universalmente referido pelo pseudônimo de Near (ニア, Nia), é um personagem fictício da série de anime e mangá Death Note. Near é o mais jovem dos sucessores de L, disputando com Mello o cargo de detetive. Near acabou sendo o líder da SPK (Special Provision for Kira), uma organização que tem como objetivo desmascarar a identidade de Kira, nome dado ao misterioso assassino em série que mata criminosos por meio de um caderno chamado "Death Note", e fechar com sucesso o caso.
Na série, Near assume os papéis de deuteragonista e antagonista de Light Yagami, as mesmas funções assumidas por seu antecessor L.

## Características
No anime Death Note, Near é o mais novo dos sucessores de L abrigado em Wammy's House, um orfanato de Watari para crianças superdotadas, em Winchester, Inglaterra, Reino Unido. Dos sucessores ele é o mais próximo de um alto nível de frieza, avaliando a situação com calma, enquanto outros, Mello, é mais emocional e mais rápido para agir. Bem como L, Near mostra vários comportamentos estranhos durante a sua vida normal. Ele é normalmente visto curvado ao invés de sentar. Mas, ele sempre brinca com vários brinquedos, que usa em suas teorias, bem como girando com o dedo os fios do seu cabelo. No epílogo do mangá, ele é mostrado comendo uma barra de chocolate, possivelmente em memória de Mello. Ele mostra um grande respeito por L, baseando-se na forma de como ele resolve os casos, até o ponto de levar somente os casos que o interessam para a justiça.
Algum tempo depois da morte de L, Near trabalha para os Estados Unidos com o time da SPK que é estabelecido para investigar Kira sem a ajuda do "novo L", Light Yagami. Depois de surpreender Light revelando que ele já sabia que o verdadeiro L estava morto, Near irritou Light, lembrando de como ele e seu ex-inimigo se comunicavam, ele logo deduz que Light, usando a identidade de L, é na verdade Kira. Após descartar a captura direta ou de assassinar Light, que Near havia deduzido que seria uma ofensa a memória de Lawliet, ele descobre que Teru Mikami trabalha para Kira. Distraído momentaneamente por Mello, que sequestra a porta-voz de Kira, Kiyomi Takada, antes de Mello ser morto por um fragmento de papel do Death Note, Near é capaz de trocar o caderno de Mikami forjando um novo Death Note, permitindo a ele configurar um confronto final que deixaria Light exposto. Near admite que nem Mello nem ele poderiam ter superado L sozinhos, mas conseguiram por trabalharem em equipe. Near rejeita todos os ideais de Light como "um deus do novo mundo" que mata por um bem maior e se refere ao Death Note como "a pior arma de destruição em massa na história da humanidade" e a Light como "alguém que se entregou ao poder do Death Note e os shinigamis que o-possuem e pensou ser um deus". Ryuk mata Light com o seu próprio Death Note, tão breve como um proprietário de um Death Note deve, eventualmente, ser morto pelo shinigami que o possui, com isso, os propósitos de Light não servem mais para satisfazer Ryuk. Near, então, toma para si o pseudônimo de L, mantendo os membros sobreviventes da SPK como seus subordinados e Roger como o chefe da Wammy's House, atuando como o novo Watari. No epílogo do mangá, Near é mostrado comendo uma barra de chocolate, enquanto ele entra em um novo caso, possivelmente em memória de Mello. 

### Concepção e desenvolvimento de Near
Tsugumi Ohba, roteirista de Death Note disse que introduziu Near e Mello juntos como L individualmente não para derrotar Kira. Ohba percebeu que a introdução de um personagem individualmente produziria um "recomeço" da luta entre Light e L, de modo que a história envolveria três combatentes lutando entre si. Ohba disse que ele deixou Obata criar o design dos personagens e lhe pediu para que os fizesse um pouco como L. Ohba disse que inicialmente não possuía as idades definidas, por não querer que ambos os personagens parecessem como "filhos de L". Ohba acrescentou que não iria desenvolver suas personalidades, pois ele queria revelá-las através de suas ações.
Ohba disse que deu a Near um hobby de brincar e empilhar coisas como um desenvolvimento a partir do hobby de L de empilhar cubos de açúcar e copinhos de bolinhos. Ohba incluiu blocos de montar e dados em suas miniaturas. Ohba disse que acreditava que Obata estava tendo dificuldades na elaboração das torres de dados e se sentiu surpreso quando viu as torres de dados no trabalho final.
O nome da língua inglesa "Nate" foi interpretado pelos autores como um simbolismo "natural" enquanto o último, "River", foi interpretado como um "fluxo de talento a partir de L". Portanto, Near é o sucessor natural de Lawliet. Uma das interpretações da influência do nome foi para mostrar que Near é um "gênio abençoado de cima".
Takeshi Obata, o artista de Death Note, disse que Ohba queria "incluir um pouco de L.Lawliet" em Near e Mello, no entanto manteria suas características e personalidades independentes, ele tentou manter a "estranheza e os olhos de panda". Obata acrescentou que os personagens recém-criados eram muito importantes como L era. Ele descreveu o trabalho na criação de Near e Mello como "uma grande luta". Obata disse que, quando ouviu falar pela primeira vez de Near e Mello, ele assumiu que ambos se juntariam como uma equipe para trabalharem em conjunto, de forma que inicialmente ele os imaginou como irmãos quando criou o design dos personagens. Obata afirmou que originalmente pensou em criar Near como "um pouco mais maduro mentalmente". Obata disse que procurava uma "versão mais apaixonante de L" e considerou uma versão mais jovem do design. Outro projeto criado por Obata colocaria L como "um personagem muito inocente e alegre", e ele acreditou que este projeto poderia dar certo para Near. Obata disse que abandonou a ideia rapidamente.
Obata disse que quando viu Near pela primeira vez ele não sabia o que ele estava vestindo. Ele disse que foi difícil desenhar suas roupas e que não entendia a montagem das roupas de Near. Obata então estabeleceu para Near um pijama "e as coisas ficaram mais fáceis". Ohba acrescentou que o comportamento "atrevido" de Near foi destinado para "reforçar sua infantilidade", rotulada como "comum".
No capítulo final do mangá, Near possui bonecos de dedo. Obata disse que Near definia as dimensões de Kira e depois as desenhava e coloria com um pincel atômico. Também acredita que Near criou os outros bonecos depois. Obata disse que a marionete de L era "um pouco comum e feia" pois Near não o conhecia pessoalmente , e que Near trabalhou mais detalhadamente a marionete de Mello, por Near gostar dele.
Obata disse que gostava muito de Near e que ele também era um dos seus personagens favoritos, considerando que ele é o personagem mais inteligente no mangá, "porque Near engana".
Quando perguntado sobre qual personagem era mais semelhante a si mesmo, Ohba exclamou que era Near e "talvez Light". Por possuir alguns comportamentos de Near, como não sair de casa com uma frequência regular.
Obata acrescentou que os designs dos personagens tornaram-se ligados a fase de concepção, no final, Mello tinha o projeto de Near e vice-versa. Obata disse que, para ele, Near era "mais malvado". Ele percebeu que "era melhor" que isso acontecesse.
Obata concluiu que enquanto ele se aproximava de um conceito, a imaturidade se tornava "mais forte", como ele acreditava que tais características seriam reveladas "gradualmente". Obata citou o fato de que no início o único brinquedo de Near eram dados. Também percebeu que poderia expressar as partes "negativas" dos personagens, com os bonecos. Ohba acrescentou que se podia ver "o lado obscuro nos bonecos que Near usou".

## Personalidade

Near com seus brinquedos em uma cena do anime.

Afirma-se em Death Note: How To Read 13 que a calma em situações pode ser comparada acima de "L". Efetivamente, Near é mostrado como um garoto muito calmo e sem emoção, tanto de atitude e expressão, independentemente da situação em que é colocado (mesmo quando quase todos os membros da SPK foram mortos, ele estava simplesmente observando). No entanto, é mostrado que ele é pior em cooperação, do que L era. "Ele estava mesmo disposto a usar táticas mais fortes como: tortura, assassinato e chantagem, que ele concluiu que seria mal para com a lei".
Mesmo que sua inteligência seja a de um gênio, sendo analítico e calculista, também não tem conhecimento social e é mal em interagir com os outros, por isso, ele só consegue liberar a sua dedução quando está junto com os seus membros. Near também é mostrado como alguém que tem senso de humor, quando ele diz que Light era "popular com as mulheres", ao discutir com Rester os papéis de Misa Amane e Kiyomi Takada no caso Kira. Near é muito observacional, e já foi mostrado montando um quebra-cabeças quase totalmente branco. Ele é um especialista quando se trata de multitarefa, pois é capaz de monitorar várias câmeras ao mesmo tempo.  

### Interesses
Com interesses extremamente infantis, o seu entorno sempre está cheio de brinquedos, arrumados ou espalhados. Mesmo que seja apenas montando um quebra-cabeças começando do nada, finaliza mostrando uma amostra de suas habilidades e inteligência. 
Normalmente a sua fixação por brinquedos é leve, mas parece que ele tem as coisas que gosta particularmente, desde que salvou alguns dos seus robôs quando fugia do prédio que era a sua sede em Nova Iorque. Ele tem uma espécie de interesse por dados. Três anos depois da história principal, Near adquire um interesse na construção de pilhas de cartas de tarô. Claro, estas estruturas são muito além do tamanho normal, cobrindo facilmente uma sala inteira. Parece que Near não gosta de que derrubem suas pilhas de cartas de tarô, mesmo sendo acidentalmente.  
Embora Near seja sempre rodeado de brinquedos, nenhum é eletrônico. Todos os brinquedos que ele possui precisam ser movidos manualmente, como as figuras de ação, dardos e robôs. Near nunca é mostrado perto de um vídeo game, ou quaisquer espécies de jogos eletrônicos de tela, como Game Boy, Play Station, ou até mesmo jogos de arcade. Se ele não tem interesse por jogos de vídeo, é porque talvez isso o desconcentre do seu trabalho durante as investigações, ou para não correr o risco de prejudicar sua visão, no entanto, o motivo é desconhecido.

## SPK
SPK significa Special Provision for Kira e é um grupo criado nos Estados Unidos com o apoio do FBI e da CIA para capturar Kira.
Seu líder é Near e os integrantes conhecidos são:
- Stephen Gevanni (ステファン・ジェバンニ, Sutefan Jebanī): seu nome real é Stephen Loud (ステファン・ラウド, Sutefan Raudo). Ficou investigando Teru Mikami.
- Halle Lidner (ハル・リドナー, Haru Ridonā): seu nome real é Halle Bullook (ハル・ブロック, Haru Burokku). É ex-agente da CIA que ficou como segurança espiã de Kiyomi Takada.
- Anthony Rester (アンソニー・レスター, Antonī Resutā): seu nome real é  Anthony Carter (アンソニー・カーター, Antonī Kātā). É o investigador braço direito de Near.

## Outras aparições

### One-shot

Near com 21 anos no one-shot.

O Death Note One-Shot Special foi serializado em um volume da Weekly Jump de 2008, e explica o que acontece com o anime três anos depois de o caso Kira ser resolvido.
Near é mostrado como o novo L (o terceiro cronologicamente). Um novo Kira surge após ganhar um Death Note do shinigami chamado Meadra (Midori, na tradução da Viz Media do Death Note: How to Read 13), que havia recebido um Death Note adicional do Rei Shinigami por ter subornado ele com 13 maçãs, que ele havia pegado do mundo humano. O novo Kira mata idosos no Japão para "aliviar suas dores". Quando os seus subordinados da SPK perguntaram o por que de Near não estar tomando nenhuma ação, Near respondeu que estava tentando pensar o que L teria feito. Há um flashback de L se comunicando com as crianças da Wammy's House, por isso Near disse que só ouviu L uma vez. L admite que resolver casos difíceis é o seu hobby, e não a justiça. Near também diz que ao longo de sua vida ele admirava mais a L. Near finalmente chega a conclusão de que o novo Kira era apenas um assassino sem um propósito, e Near o apelidou de "C-Kira" (Cheap Kira, "Kira Barato" ou "Fajuto"). Ele anuncia em rede nacional, sob o pseudônimo de Lawliet, que ele não estava interessado no caso e que havia deduzido que este Kira não era o verdadeiro, mas apenas um "abominável assassino barato". Como resultado, C-Kira escreveu seu próprio nome no Death Note, cometendo suicídio. Ao longo do capítulo do mangá com 46 páginas, a identidade do novo Kira não é revelada.

### L: Change the WorLd
No terceiro filme de Death Note, intitulado L: Change the World, aparece que Near é um sobrevivente de uma vila infectada por um vírus, porém diferente do animangá, L morre enquanto Near tinha apenas 13 anos. E seus cabelos não são mais brancos e sim negros. Sua nacionalidade é tailandesa e não mais inglesa como no anime e mangá.
No filme, L entrega um presente para o talentoso menino tailandês chamado "Near". L espera que o menino, o único sobrevivente de uma aldeia devastada por um vírus mortal, o substitua como detetive, tendo em conta que Lawliet iria ser morto pelo Death Note em um curto espaço de tempo. Near não fala no filme (ele fala somente letras e números), e quando fala, fala somente em Inglês. Como muitos dos personagens durante a transição da animação para o live-action, Near é retratado com cabelos pretos em vez de cabelos brancos como no anime.

### Romance
No romance L: Change the WorLd, baseado no filme, Near é descrito com suas características originais do anime. No entanto, devido a que Kira não mata L, a exigência de um candidato a sucessor não é necessária. Como resultado, Near com oito anos de idade é chamado para trabalhar em um caso diferente, que envolve a prevenção da Terceira Guerra Mundial desde que a ausência de tempo não está presente no anime original.